# Sankey Canal
Sankey Canal – kanał wodny w Wielkiej Brytanii, otwarty w 1757 r. Jest najstarszym kanałem w Zjednoczonym Królestwie. Łączy miasto St Helens z rzeką Mersey. Kanał został poprowadzony doliną rzeki Sankey, poprzez Earlestown, Winwick, Warrington do Widnes, gdzie łączy się z rzeką Mersey. Wzniesiony w celu transportu węgla z kopalni w St Helens i Haydocku, zaopatrywał również cukrownie w Earlestown i Newton-le-Willows. Żegluga ustała w 1963 a kanał popadał w coraz większe zapomnienie. W latach osiemdziesiątych XX wieku podjęto działania w celu restauracji kanału.